# کامبلو
کامبلو (به لاتین: Cambulo) یک منطقهٔ مسکونی در آنگولا است که در استان لوندای شمالی واقع شده‌است. کامبلو ۴۱٬۶۰۷ کیلومتر مربع مساحت و ۱۲۰٬۱۲۷ نفر جمعیت دارد.